# Comuna Sălacea, Bihor
Sălacea (în maghiară: Szalacs, Érszalacs) este o comună în județul Bihor, Crișana, România, formată din satele Otomani și Sălacea (reședința).

## Demografie
Componența etnică a comunei Sălacea
     Maghiari (93,03%)
     Romi (2,21%)
     Români (1,46%)
     Alte etnii (0,1%)
     Necunoscută (3,2%)
Componența confesională a comunei Sălacea
     Reformați (54,78%)
     Romano-catolici (34,78%)
     Baptiști (2,14%)
     Creștini după evanghelie (1,6%)
     Ortodocși (1,36%)
     Penticostali (1,02%)
     Alte religii (0,99%)
     Necunoscută (3,33%)
Conform recensământului efectuat în 2021, populația comunei Sălacea se ridică la 2.941 de locuitori, în scădere față de recensământul anterior din 2011, când fuseseră înregistrați 3.036 de locuitori. Majoritatea locuitorilor sunt maghiari (93,03%), cu minorități de romi (2,21%) și români (1,46%), iar pentru 3,2% nu se cunoaște apartenența etnică. Din punct de vedere confesional, majoritatea locuitorilor sunt reformați (54,78%), cu minorități de romano-catolici (34,78%), baptiști (2,14%), creștini după evanghelie (1,6%), ortodocși (1,36%) și penticostali (1,02%), iar pentru 3,33% nu se cunoaște apartenența confesională.

## Politică și administrație
Comuna Sălacea este administrată de un primar și un consiliu local compus din 13 consilieri. Primarul, Béla Horváth[*], de la Uniunea Democrată Maghiară din România, este în funcție din 2012. Începând cu alegerile locale din 2024, consiliul local are următoarea componență pe partide politice:
|  | Partid                                 | Consilieri | Componența Consiliului | Componența Consiliului | Componența Consiliului | Componența Consiliului | Componența Consiliului | Componența Consiliului | Componența Consiliului | Componența Consiliului | Componența Consiliului | Componența Consiliului | Componența Consiliului |
|  | -------------------------------------- | ---------- | ---------------------- | ---------------------- | ---------------------- | ---------------------- | ---------------------- | ---------------------- | ---------------------- | ---------------------- | ---------------------- | ---------------------- | ---------------------- |
|  | Uniunea Democrată Maghiară din România | 11         |                        |                        |                        |                        |                        |                        |                        |                        |                        |                        |                        |
|  | Partidul Social Democrat               | 1          |                        |                        |                        |                        |                        |                        |                        |                        |                        |                        |                        |
|  | Alianța Maghiară din Transilvania      | 1          |                        |                        |                        |                        |                        |                        |                        |                        |                        |                        |                        |